# Tatort: Im Herzen Eiszeit
Im Herzen Eiszeit ist ein Fernsehfilm aus der Krimireihe Tatort. Der von Telepool und Bavaria Film für den Bayerischen Rundfunk produzierte Beitrag wurde am 2. April 1995 auf Das Erste zum ersten Mal gesendet.
Die Münchner Kommissare Batic und Leitmayr ermitteln in ihrem 10. Fall, bei dem es um einen Mord unter den Tatverdächtigen eines alten Überfalles auf ein Geschäft von Rudolph Moshammer geht. Dabei führen die Ermittlungen zu einem privaten Rachefeldzug der Tochter des erschossenen Wachmannes.

## Handlung
Reinhard Kammermeier wird nach elf Jahren Haft aus der JVA entlassen, nachdem er als einziger der vier Täter verhaftet und verurteilt werden konnte. Er zieht wieder mit in seines Vaters Wohnung. Da dieser im Rollstuhl sitzt, war ihm oft die Nachbarin Susanne Koron behilflich. Reinhard, der im Gefängnis noch verschlossener geworden ist als er vorher schon war, weist die junge Frau zurück.
Zwei von Kammermeiers Komplizen treffen sich auf einer Baustelle, und Cheesy erklärt Rick, dass er jetzt, wo Kammermeier wieder frei ist, ein Stück vom Kuchen abhaben möchte. Rick geht zum Schein darauf ein und stößt ihn in einem unachtsamen Moment in die Tiefe. Als Batic und Leitmayr zu der Baustelle gerufen werden, suchen sie nach Spuren, die klären, ob es ein Unfall, Selbstmord, oder Mord war. Es deuten einige Indizien auf Fremdverschulden, denn es finden sich Spuren von zwei Personen an der Absturzstelle. Auffällig ist die Schuhgröße 44 und die Abdrücke einer Gehhilfe.
Kurz darauf wird Oliver Reichel, ein weiter Komplize Kammermeiers, verletzt, als er von einem Unbekannten angeschossen wird. Bei der Untersuchung des Falls stellt Leitmayr fest, dass er Oliver aus der früheren Münchner Hausbesetzer- und Anarchisten-Szene kennt. Komplize Rick taucht inzwischen bei Kammermeier auf um ihm Geld anzubieten, das er jetzt nach seiner Gefängniszeit sicher gut gebrauchen könne. Gleichzeitig informiert er ihn von dem Attentat auf Oliver. Kammermeier ist ratlos, warum jemand erst Cheesy und jetzt Oliver attackiert. Er sieht sich in der Wohnung seiner Nachbarin Susanne um und entdeckt nicht nur Zeitungsartikel über den Überfall und den aktuellen Mord an Cheesy an ihrer Pinnwand, sondern auch ein altes Foto einer Demonstration von 1981. Darauf hat sie diverse Gesichter markiert – unter anderen auch seins. Daneben findet er auch ein Foto von dem Wachmann, der erschossen wurde. Inzwischen erscheinen Batic und Leitmayr bei Kammermeiers Vater. Er schildert seinen Sohn als Träumer, der er immer schon war. Als sie im Flur Schuhe seines Sohnes der Größe 42 stehen sehen, können sie Kammermeier als Mörder von Cheesy ausschließen.
Die Ermittler befragen Moshammer nach den Vorgängen des alten Überfalls. Er kann sich aber auch nach Jahren nicht mehr an die Täter erinnern. So sehen sich die Ermittler alte Fernsehaufnahmen der Demonstrationen und Hausbesetzungen an und erkennen unter anderem Oliver Reichel und Richard Heiger, der auffällig hinkt.
Susanne Koron hatte in Kammermeiers Wohnung ein kleines Aufnahmegerät eingeschaltet liegen gelassen, auf dem sie ein Gespräch zwischen Rick und Reinhard aufgezeichnet findet. Daraus geht hervor, dass Rick zugibt den Wachmann erschossen zu haben. Umgehend begibt sie sich zu Rick und erklärt ihm, dass sie weiß, dass er es war, der ihren Vater erschossen hat. Unvermittelt feuert sie mehrere Schüsse auf ihn ab und tötet ihn. Anschließend sucht sie Reinhard auf, der die letzte Nacht in einem der Häuser verbracht hat, das sie in den 80er Jahren besetzt hatten und das noch immer leer steht. Als Susanne vor ihm steht, sagt er ihr: „Ich hab die Fotos gesehen. Du wirst uns alle umbringen.“ Doch ihr Rachedurst ist gestillt und so verbringt sie die Nacht mit Reinhard.
Als Batic und Leitmayr am neuen Tatort eintreffen, stellen sie fest, dass das verwendete Kaliber mit dem vom Attentat auf Oliver Reichel übereinstimmt. Es verwundert sie, warum sich die Gruppenmitglieder nun, nachdem Kammermeier entlassen ist anscheinend alle gegenseitig umbringen. Möglicherweise fordert Kammermeier jetzt seinen Anteil am Diebesgut. Die Ermittler finden Heigers Gehhilfe und gehen davon aus, dass er es war, der bei Steiningers Sturz dabei war. Batic lässt nach Kammermeier fahnden, da er für ihn der Hauptverdächtige ist. Dieser wird auch schnell gefunden und festgenommen. Beim Verhör gibt er an, die Nacht mit Susanne Koron verbracht zu haben. Da sie sein Alibi bestätigt, muss er wieder freigelassen werden.
Batic und Leitmayr finden heraus, dass Susanne Koron die Tochter des erschossenen Wachmanns ist. So schließen sie auf einen persönlichen Rachefeldzug, der möglicherweise noch nicht beendet ist. Bei dem Versuch, Kammermeier vor Koron zu schützen, wird dieser selbst angeschossen, da er sich mit einer Waffe schützend vor seine neue Freundin stellt. Verletzt wird er ins Krankenhaus gebracht und Susanne Koron wird festgenommen.

## Hintergrund
In Im Herzen Eiszeit spielt Rio Reiser, der Ex-Frontmann der Band Ton Steine Scherben, die Hauptrolle und komponierte auch die Filmmusik und das Lied Träume verwehn.
Angesichts seines politischen Engagements galt er als Idealbesetzung für die Figur des Kammermeier und bekam die Rolle vom Regisseur Hans Noever persönlich angeboten, denn in den 70er Jahren war Reisers Lied „Macht kaputt, was Euch kaputt macht“ in der Szene der Hausbesetzer bereits zur Hymne geworden. Der Modeschöpfer Rudolph Moshammer spielt sich in einem Gastauftritt selbst.
Den historischen Hintergrund bilden die Aktivitäten der linksradikalen Gruppe Freizeit 81, die jedoch, im entscheidenden Unterschied zur Filmdarstellung, während ihres Bestehens keine Personen verletzte oder gar tötete.

## Rezeption

### Kritik
In der Internetseite Moviesection.de urteilt Thomas Ays negativ über den Tatort: „Streckenweise ist man doch fassungslos, wie dilettantisch "Im Herzen Eiszeit" inszeniert wurde.[...] Die Musik ist zum Davonlaufen und penetrant, die Inszenierung, gerade am Ende und von Franz Leitmayr ein echter Aufreger und die Schauspieler"leistungen", die vor allem bei Rio Reiser nur als talentfrei zu beschreiben sind, wurden von Noever wohl nicht erkannt. Stattdessen setzte man auf einen Kurzauftritt von Rudolf Moshammer, die Besetzung Reisers und Gunda Eberts, die von glaubhaftem Spiel in diesem „Tatort“ nichts versteht.[…] Die vielen Fehler, die hier gemacht wurden und die dilettantische Inszenierungsform kann man unter keinen Umständen hinnehmen.“

### Einschaltquoten
Die Erstausstrahlung des Tatort Im Herzen Eiszeit in der ARD am 2. April 1995 wurde in Deutschland insgesamt von 6,90 Millionen Zuschauern gesehen und damit ein Marktanteil von 21,06 Prozent erreicht.